# Бамба, Н’Ганон Фуссени
Фуссени Н’Ганон Бамба (фр. Fousseni N'Ganon Bamba; 19 апреля 1990, Бинжервиль, Кот-д'Ивуар) — гвинейский футболист, защитник. Выступал за сборную Гвинеи. В 2015 году получил гвинейское гражданство.

## Клубная карьера
Родился в семье ивуарийки и гвинейца, переехал во Францию с семьёй в возрасте 11 лет. Карьеру игрока Фуссени начал с любительских клубов Франции из парижских пригородов, после неудачного просмотра в «Страсбуре» играл в венгерских, румынском и кипрском клубах.
Зимой 2016 года вместе со своим младшим братом подписал контракт с белорусской командой «Слуцк». 6 апреля 2016 года, в рамках Кубка Белоруссии, дебютировал во встрече против БАТЭ. Игра завершилась поражением со счётом 0:2. Бамба отыграл весь матч. Первый мяч за клуб забил 17 мая 2016 года, в матче с «Гранитом» (Микашевичи). Этот гол не помог команде уйти от поражения — 1:2.
Спустя полгода, стал игроком грузинского «Зугдиди». Первую игру провёл в Кубке Грузии, 23 августа 2016 года, против «Сулори». Встреча завершилась поражением с минимальным счётом.
8 сентября 2017 подписал контракт с одесским «Черноморцем». Спустя два дня, матчем против кропивницкой «Звезды» (1:0) дебютировал за новую команду в чемпионате Украины.
Летом 2018 года подписал двухлетний контракт с венгерским «Гонведом». Спустя год покинул команду, отыграв восемь игр в чемпионате Венгрии.

## Карьера в сборной
Выступал за молодёжную и олимпийскую сборные Кот-д’Ивуара. За национальную сборную Гвинеи дебютировал 12 октября 2015 во время товарищеского матча против Марокко, завершившемся ничейным счётом — 1:1. Месяц спустя в отборочном матче против сборной Намибии был удалён с поля.